# Ференц Лист (награда)
Наградата „Ференц Лист“ е най-високото музикално отличие, връчвано от унгарската държава. Награда се присъжда за особени заслуги в областта на музиката и изпълнителските изкуства. Присъжда се от 1952 г. насам.
Наградата „Ференц Лист“ се връчва всяка година на 15 март на осем души. До 1976 г. има три категории. Наградените получават почетна грамота, парична награда и медал.
Между 1952 – 1992 г.: двустранен кръгъл бронзов плакет. От лицевата страна е изобразен десният профил на патрона с надпис „ФЕРЕНЦ ЛИСТ 1811 – 1886“ около него. На гърба с преплетен в долната част лавров венец стои надписът „НАГРАДА ФЕРЕНЦ ЛИСТ“. Плакетът е изработен от скулптора Валтер Мадараши.
От 1992 г. бронзовият плакет е едностранен, с диаметър 80 мм и дебелина 8 мм. Изобразява десния профил на патрона с надпис „НАГРАДА ФЕРЕНЦ ЛИСТ“. Плакетът е изработен от Габор Гати.
Сред наградените са и Саболч Самоши (2020) и Ендре Хегедюш (2000), които са гостували и в България.
|  | Тази страница частично или изцяло представлява превод на страницата Liszt Ferenc-díj в Уикипедия на унгарски. Оригиналният текст, както и този превод, са защитени от Лиценза „Криейтив Комънс – Признание – Споделяне на споделеното“, а за съдържание, създадено преди юни 2009 година – от Лиценза за свободна документация на ГНУ. Прегледайте историята на редакциите на оригиналната страница, както и на преводната страница, за да видите списъка на съавторите. ВАЖНО: Този шаблон се отнася единствено до авторските права върху съдържанието на статията. Добавянето му не отменя изискването да се посочват конкретни източници на твърденията, които да бъдат благонадеждни. |